# Guillaume Faury
Guillaume Faury (Cherburgo-Octeville, 2 de febrero de 1968) es un ingeniero y ejecutivo francés. Desde abril de 2019 es CEO del fabricante de aeronaves europeo Airbus.

## Trayectoria
Faury trabajó primero para Eurocopter (ahora integrada en Airbus) durante diez años. Fue el ingeniero jefe del EC225/H225, siendo responsable de las pruebas de vuelo de helicópteros pesados. Más tarde fue nombrado vicepresidente ejecutivo para Investigación y desarrollo (I+D) de la compañía. En 2010, pasó a ocupar la vicepresidencia ejecutiva del fabricante automovilístico Peugeot.
En marzo de 2013, Faury sustituyó a Lutz Bertling como CEO de Airbus Helicopters. Faury reestructuró el Programa X4, centrado en el modelo de helicóptero H160, con un horizonte de 2019, y lanzó el Programa X6, centrado en un nuevo modelo sucesor del archifamoso Eurocopter AS332 Super Puma. Además, se centró en programas de I+D de alta velocidad, con los prototipos Eurocopter X3 Racer y el programa CityAirbus.
Reemplazó a Fabrice Brégier como responsable (COO) de Airbus Commercial Aircraft en febrero de 2018. El 8 de octubre de 2018, el Consejo de administración de Airbus lo seleccionó para suceder a Thomas Enders como CEO de Airbus el 10 de abril de 2019. Bajo su responsabilidad están pues los proyectos más importantes del gigante europeo, como la Familia Airbus A320neo y Airbus ZEROe, la primera familia de aviones propulsados por hidrógeno.